# Petäjäsaari (ö i Finland, Södra Karelen)
Petäjäsaari är en ö i Finland. Den ligger i sjön Kivijärvi och i kommunen Luumäki i den ekonomiska regionen  Villmanstrands ekonomiska region  och landskapet Södra Karelen, i den södra delen av landet, 180 km nordost om huvudstaden Helsingfors. Öns area är 28,8 hektar och dess största längd är 0,9 kilometer i öst-västlig riktning.